# Publisher
Publisher (engl. to publish „publizieren“ oder „veröffentlichen“) ist die englische Bezeichnung für Verlag oder Verleger. Während der Begriff für jede Form des Verlagswesens verwendet werden kann, wird er als Fremdwort im deutschen Sprachgebrauch im Speziellen häufig für Unternehmen gebraucht, die Computerspiele oder Computerprogramme veröffentlichen und vertreiben (Softwareverlag).

## Tätigkeitsfelder
Vergleichbar mit den Aufgaben eines Buchverlags, übernimmt der Publisher die Produktion von Datenträgern, das Marketing und den Vertrieb eines Computerspiels bzw. Programmes. Oftmals stellt er auch Geldmittel und Know-how zur Verfügung. Auf das Publishing spezialisierte Unternehmen wie Electronic Arts, Ubisoft und Activision Blizzard unterhalten meist eigene Entwicklungsstudios. Viele der kleineren Publisher verfügen dagegen über keine eigenen Entwicklungsressourcen und beschränken sich auf die Vermarktung unabhängiger Entwickler. Bei großen Unternehmen der Videospiel-Branche ist die Veröffentlichung von Software zudem nur eines der verschiedenen Geschäftsfelder, etwa bei den Mischkonzernen und Spielehardware-Herstellern Nintendo, Microsoft, Sony oder Tencent.
Die Rahmenbedingungen der Entwicklung und Veröffentlichung eines Spiels werden mittels eines Publishingvertrags mit dem Entwickler festgelegt. Der Entwickler gewährt dem Publisher im Gegenzug das Recht, den Titel in einem oder mehreren Ländern zu veröffentlichen. Für die regionale Vermarktung schließen Publisher dabei mitunter Kooperationsverträge mit anderen Publishern ab oder greifen auf die Dienstleistung von Distributoren zurück.
Analog zu Plattenlabels oder, bei Buchverlagen, mittels Imprints strukturieren einige Publisher ihr Angebot, indem sie unter mehreren Labels veröffentlichen. So unterhält das Unternehmen Take 2 Interactive die Labels Rockstar Games und 2K Games, letzteres mit den Sub-Labels „2K Sports“ und „2K Play“.

## Wirtschaftsfaktor
Die Computerspiel-Branche ist zu einem wichtigen Wirtschaftsfaktor geworden. Sie rechnet im Jahr 2007 mit einem Umsatz von rund 34 Milliarden Euro. Der nach Umsatz derzeit größte unabhängige Computerspielverleger Activision Blizzard entstand im Jahr 2008 durch die Fusion von Vivendi Games, einem Tochterunternehmen des französischen Medienkonzerns Vivendi, mit dem amerikanischen Unternehmen Activision. Diese Transaktion kostete 18,9 Milliarden Dollar. Für die Entwicklung eines anspruchsvollen und technisch aktuellen Computerspiels entstehen inzwischen Entwicklungskosten in dreistelliger Millionenhöhe.

## Rankings

### Große Publisher
Im Folgenden sind die größten Publisher nach ihrem Umsatz in Milliarden Dollar gelistet.
| 2021, 4. Quartal | Publisher                      | Umsatz in Mrd.$ |
| ---------------- | ------------------------------ | --------------- |
| 1                | Tencent                        | 7,748           |
| 2                | Sony Interactive Entertainment | 5,378           |
| 3                | Apple                          | 4,421           |
| 4                | Microsoft Studios              | 3,998           |
| 5                | Google                         | 2,969           |
| 6                | NetEase                        | 2,664           |
| 7                | Activision Blizzard            | 1,905           |
| 8                | Nintendo                       | 3,106           |
| 9                | Electronic Arts                | 1,789           |
| 10               | Take-Two Interactive           | 0,903           |
| 11               | Bandai Namco Games             | 0,858           |
| 12               | CyberAgent                     | 0,565           |
| 13               | Nexon                          | 0,526           |
| 14               | Square Enix                    | 0,796           |
| 15               | Playtika                       | 0,630           |
| 16               | Ubisoft                        | 0,866           |
| 17               | 37 Interactive                 | 0,508           |
| 18               | Netmarble                      | 0,691           |
| 19               | Zynga                          | 0,534           |
| 20               | Konami                         | 0,536           |
| 21               | NCSoft                         | 0,657           |
| 22               | Roblox                         | 0,569           |
| 23               | Warner Bros. Entertainment     | 0,613           |
| 24               | Sega                           | 0,469           |
| 25               | Aristocrat Leisure             | 0,356           |

### Mittelgroße Publisher
Im Folgenden sind die Top mittelgroßen Videospiel-Publisher gelistet, ermittelt von Metacritic im Februar 2017 basierend auf Spielqualität nach Bewertungen im Vergleich zum Vorjahr.
| Position 2015         | Publisher                              | Position 2016 |
| --------------------- | -------------------------------------- | ------------- |
| 7                     | Paradox Interactive                    | 1             |
| *                     | Sega                                   | 2             |
| 4                     | Microsoft Studios                      | 3             |
| 6                     | Take-Two Interactive                   | 4             |
| 8                     | Warner Bros. Interactive Entertainment | 5             |
| 1                     | Bethesda Softworks                     | 6             |
| 20                    | Team17                                 | 7             |
| *                     | Degica                                 | 8             |
| *                     | Devolver Digital                       | 9             |
| 17                    | Daedalic Entertainment                 | 10            |
| 11                    | Curve Digital                          | 11            |
| *                     | tinyBuild Games                        | 12            |
| 22                    | NIS America                            | 13            |
| 12                    | Aksys Games                            | 14            |
| *                     | 505 Games                              | 15            |
| *                     | Gambitious Digital Ent.                | 16            |
| 16                    | Focus Home Interactive                 | 17            |
| *                     | Artifex Mundi                          | 18            |
| 15                    | Koei Tecmo                             | 19            |
| *                     | 10tons Entertainment                   | 20            |
| 19                    | Idea Factory                           | 21            |
| 14                    | Deep Silver                            | 22            |
| *                     | Digerati Distribution                  | 23            |
|                       |                                        |               |
| -* (neu in der Liste) |                                        |               |

## Games-Publisher im deutschsprachigen Raum
Seit Mitte der 1980er Jahre existieren auch im deutschsprachigen Raum Videospiele-Publisher. Eines der ersten deutschen Unternehmen dieser Art war Rainbow Arts, über das Spiele wie Turrican, The Great Giana Sisters oder Katakis erschienen. Im Vergleich zu den internationalen Marktführern sind deutsche Unternehmen in dieser Branche aber von relativ geringer Bedeutung.
Bekannte aktive Publisher im deutschsprachigen Raum sind unter anderem:
- Aerosoft
- Astragon
- Bitcomposer
- Crytek
- Daedalic
- Deep Silver
- Gameforge
- Kalypso Media
- magnussoft
- rondomedia
- TopWare Interactive
- THQ Nordic GmbH (Wien)

Bekannte, heute nicht mehr aktive Videospiele-Publisher aus dem deutschsprachigen Raum sind Ariolasoft, Blue Byte, cdv Software Entertainment, JoWood, Rushware, Rainbow Arts, Softgold, Sunflowers, 10tacle Studios, Software 2000, Starbyte und dtp entertainment. Viele dieser ehemaligen Unternehmen waren sowohl Publisher als auch Entwickler.

## Software-Publisher im deutschsprachigen Raum
Oft als IT-Fachverlag mit einem umfangreichen EDV- und IT-Buchsortiment gestartet, wurden eigenständige Softwareabteilungen gebildet, die Computerprogramme verlegen. Das Prinzip ähnelt der Produktion und Vermarktung von Büchern. Die Vertriebswege waren Anfang der 1980er Jahre noch identisch, da viele Buchhändler über ein umfangreiches Software Angebot verfügten. Statt eines Buchautors wird ein Softwareentwickler unter Vertrag genommen, der oder die für den Verlag ein Computerprogramm entwickelt. Der Verlag übernimmt in den meisten Fällen die weitere Bearbeitung bzw. Veredlung des Produktes, indem Handbuchautoren beauftragt werden eine Einführung und Dokumentation zur Anwendung der Software zu erstellen. Des Weiteren übernimmt der Verlag das sprachliche Lektorat, den Test und die Verpackungsgestaltung. Die wichtigste Aufgabe des Software-Publishers ist die Vermarktung und der Vertrieb des Produktes. Der Software-Publisher fungiert als Veredler und Aggregator, um dem Softwareentwickler eine möglichst breite Vertriebsplattform zu bieten.
Zu den Pionieren der Branche gehören Data Becker, SYBEX-Verlag, BHV (Verlag), Markt+Technik Verlag, die bereits vor 1985 ihre Software-Abteilungen aufgebaut haben. Später kamen unter anderem Franzis-Verlag, G Data CyberDefense, S.A.D., tewi, United Soft Media und Systhema hinzu.
Durch das Internet und die Download-Möglichkeiten für Software, haben die Vertriebswege über Handelskanäle wie Buchhandel oder Elektronik-Fachmarkt an Bedeutung verloren. Damit ist auch die Aggregations-Funktion der Software-Publisher weniger wichtig für Softwareentwickler geworden. Über die eigene Webseite kann der Softwareentwickler sein Produkt bewerben und zum Download anbieten.